# Kaszaja (księżniczka)
Kaszaja (w transkrypcji Kaššaja, w transliteracji fKaš-ša-a) – babilońska księżniczka (sum. dumu.mí lugal), najstarsza córka Nabuchodonozora II (604-562 p.n.e.). Jeden z zachowanych tekstów klinowych wspomina, iż w 31 roku panowania swego ojca otrzymała ona duże ilości niebieskiej wełny do wykonania szaty ullâku. Według innego tekstu nadała ona ziemię świątyni bogini Isztar w mieście Uruk. Jej mężem był Nergal-szarra-usur (Neriglissar), który w sierpniu 560 r. p.n.e. po Amel-Marduku, bracie Kaszaji, przejął tron Babilonu.